# Gukhoe
Gukhoe (koreanisch 국회) ist die Nationalversammlung Südkoreas. Das Parlament besteht aus einem Einkammersystem und besitzt 300 Mitglieder, die in einem Grabenwahlsystem mit zwei Stimmen bestimmt werden. 246 Mitglieder werden in Einmandatswahlkreisen in einfacher Mehrheitswahl direkt gewählt, die übrigen 54 Sitze werden in Verhältniswahl nach den für Parteilisten abgegebenen Stimmen vergeben, wobei eine Sperrklausel gilt. Verhältniswahlmandate gewinnen können nur Parteilisten, die mindestens drei Prozent der Stimmen oder fünf Direktmandate gewonnen haben.

## Kompetenzen
Die grundlegenden Bestimmungen für die Arbeit des Gukhoe werden in Kapitel III der Verfassung festgelegt. Danach ist es der einzige Träger der legislativen Gewalt und ratifiziert internationale Verträge. Es hat ferner das Recht, Untersuchungsausschüsse einzurichten, Misstrauensvoten gegen den Premierminister oder einzelne Minister im Staatsrat zu fällen und mit Zweidrittelmehrheit eine Amtsenthebung des Präsidenten zu veranlassen. Es kann nicht aufgelöst werden.
Das Gukhoe muss mindestens 200 Mitglieder umfassen, die auf vier Jahre gewählt werden; genaueres regelt das Wahlgesetz. Die Abgeordneten genießen Immunität und Indemnität.
Die reguläre Sitzungsperiode beträgt 100 Tage im Jahr. Außerordentliche Sitzungen von maximal 30 Tagen finden auf Wunsch des Präsidenten oder mindestens eines Viertels der Abgeordneten statt.

### Gesetzgebung und Haushalt
Das Initiativrecht für Gesetzentwürfe haben die Regierung oder mindestens zehn Abgeordnete. Vor der Beschlussfassung durchlaufen sie in der Regel einen der 17 ständigen Ausschüsse. Der Haushalt muss dem Gukhoe mindestens 90 Tage vor Beginn des Geschäftsjahres zur Beratung vorgelegt werden.

### Verfassungsänderungen
Vorschläge zu Verfassungsänderungen können vom Präsidenten oder einer Mehrheit der Abgeordneten initiiert werden. Stimmen mindestens zwei Drittel des Gukhoe zu, wird die Verfassungsänderung in einem Referendum dem Volk zur Abstimmung unterbreitet.

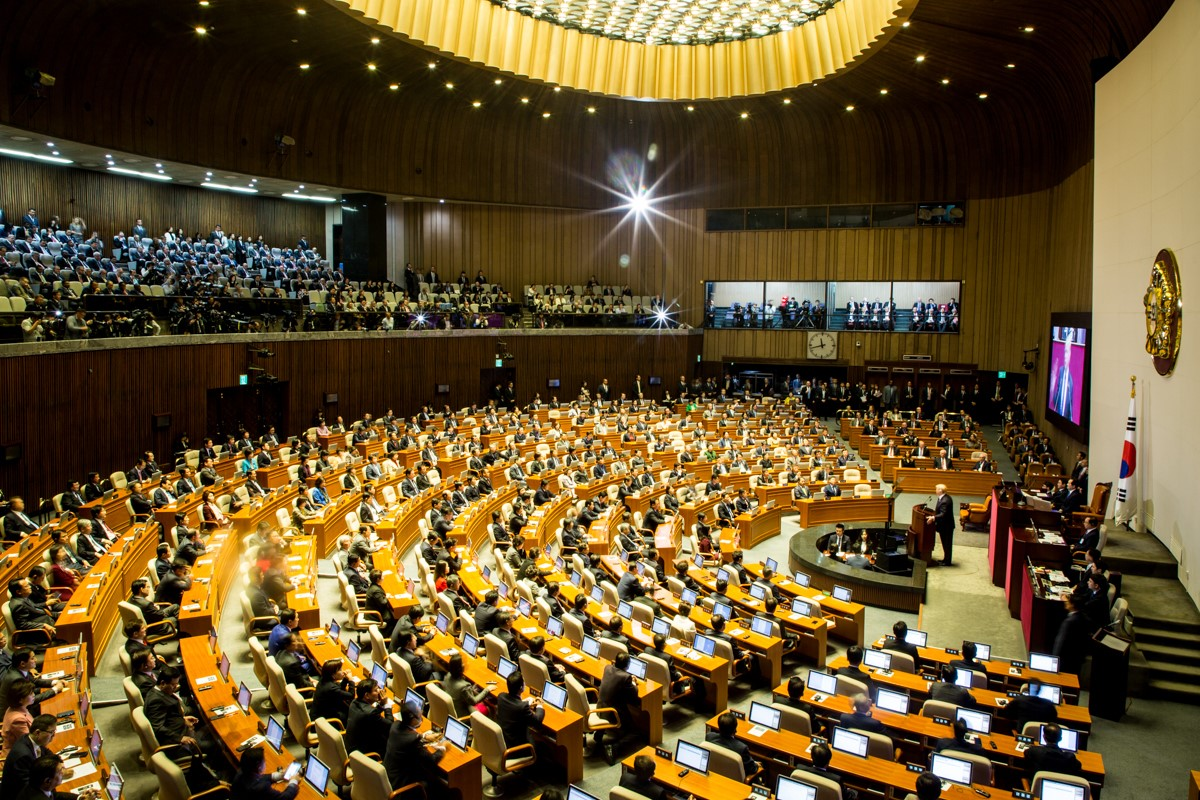
Plenarsaal

## Letzte Wahl und aktuelle Zusammensetzung
Aktuell setzt sich die Nationalversammlung wie folgt zusammen:
| Partei | Partei                | Kürzel | kor. Name                          | dt. Bezeichnung                    | Ausrichtung                     | Parteivorsitzender     | Sitze |
| ------ | --------------------- | ------ | ---------------------------------- | ---------------------------------- | ------------------------------- | ---------------------- | ----- |
|        | Deobureo-minju-Partei | DMP    | Deobureo-minju-dang (더불어민주당) | Gemeinsame Demokratische Partei    | (sozial)liberal                 | Lee Jae-myung (이재명) | 168   |
|        | Gungminui-him         | GH     | Gungminui-him (국민의힘)           | Macht der Staatsangehörigen        | konservativ                     | Hwang Woo-yea (황우여) | 108   |
|        | Jogug-hyeogsin-Partei | JHP    | Jogug-hyeogsin-dang (조국혁신당)   | Partei für den Wiederaufbau Koreas | liberaler Progressivismus       | Cho Kuk (조국)         | 12    |
|        | Gaehyeok-sin-Partei   | GSP    | Gaehyeok-sindang (개혁신당)        | Neue Reformpartei                  | moderat konservativ             | Heo Eun-ah (허은아)    | 3     |
|        | Jinbo-Partei          | CP     | Jinbo-dang (진보당)                | Fortschrittspartei                 | linker Progressivismus          | Kim Jae-yeon (김재연)  | 4     |
|        | Gibonsodeuk-Partei    | GP     | Gibonsodeuk-dang (기본소득당)      | Grundeinkommen-Partei              | bedingungsloses Grundeinkommen, | Sin Ji-hye (신지혜)    | 1     |
|        | Sahoe-minju-Partei    | SMP    | Sahoe-minjudang.(사회민주당)       | Sozialdemokratische Partei         | sozialdemokratisch              | Song Chi-yong (송치용) | 1     |
|        | Unabhängig            | -      |                                    |                                    |                                 |                        | 2     |
|        | Gesamt                | Gesamt | Gesamt                             | Gesamt                             | Gesamt                          | Gesamt                 | 300   |